# ザマ・グループ
ザマ・グループとは、ダイアフラムキャブレター 、オイルポンプ、その他の機械式精密エンジンコンポーネントの製造を行うドイツの企業。本社は香港に所在。 
ザマは主にエンジン式工具のスチール、ハスクバーナ、やまびこなどの製造会社に部品供給を行っている。 

## 歴史
ザマは1952年9月1日に加藤二郎により、東京都品川区においてダイカストを扱う品川鋳造株式会社として設立された。20人の従業員を抱えるザマは、主に日本企業向けの自動車部品の生産に注力していた。 
1962年、後に企業名の由来となる神奈川県座間市に移転した。 
1975年7月、従業員数は約200名に達し、ザマは本業の中核事業であるキャブレター事業に参入した。 

### 拡大期
1981年9月、海外の最初の拠点がUSAザマとしてカリフォルニア州トーランスに設立され、米国の顧客に対し、キャブレターのマーケティング、輸入、配送を行う日本本社をサポートした。4年後、岩手県に新工場が建設され、ダイヤフラムキャブレターアセンブリー、金型設計、ダイカスト、工作機械の製造を行った。 
1989年3月、円ドル為替レートの急激な変化による収益への悪影響を軽減するため、香港にザマ・インダストリーズが設立された。 
1990年11月に米国テネシー州フランクリンに事業所を開設して米国のエンジニアリング事業を拡大し、ザマ・アフターマーケット部門を設立した。 
1991年8月、400名の従業員を擁する第2工場が岩手県に建設され、生産能力を向上させた。自動車部品のダイカスト・機械加工工場を開設。 
1991年末、450人の従業員を擁する工場が中国深圳の西麗経済特区に開設され、香港の施設の大部分が移設され、ダイヤフラムキャブレターの生産を行った。工場は1997年と2000年に拡張された。 
2006年、従業員数が1,000人を超え、全ての生産施設が深圳の1つの工場と香港のダイカストおよび保管施設に統合された。その後、主要生産拠点が一ヶ所のみのリスクが認知され、2016年1月にフィリピンのバタンガス、サント・トーマスに第2生産拠点を開設することを決定した。 
2018年、西麗工場は、西麗の工業地域を商業・住宅地域に変更する自治体の計画により、中国の恵州にある新工場に移転された。 

### 商品開発
ザマは、ダイカスト製品の製造と販売から始まり、世界最大のダイヤフラムキャブレターメーカー発展、多くの製品を販売している。ザマ最初のキャブレターは1975年、オイルポンプの生産は2003年に開始された。ザマにとってのさらなるマイルストーンは、2009年に彼らの最初の電子キャブレターの生産を、2016年に最初の電磁弁生産が実施された。 

## グループ構成

### スチール・ホールディング
ザマはドイツのヴァイブリンゲンに本社があるスチールホールディングが100％株式を所有する子会社となっている。 

### ザマ・グループの所在地と業務
ザマ・グループは世界5カ所で事業を展開している。香港のザマ・コーポレーションは、ザマ・グループの管理、金融、物流拠点であり、世界中で1,400万台を超えるキャブレターを販売している。 
広東省恵州に拠点を置くザマ精密工業（惠州）公司は、ザマ・グループの生産拠点となっている。約1,600人の従業員が、燃料噴射システム、キャブレター、オイルポンプ、ソレノイドバルブ、その他の屋外産業用部品を製造を行っている。 
ザマ・ジャパンは、主に研究開発と内製工具の設計、日本の国内顧客のサポートを行っている。 
最新の工場設備があるザマ・フィリピンは、キャブレターと電磁弁用の小型コイルを生産する。 
USAザマは、テネシー州フランクリンに拠点を置き、ザマ・グループ営業本部とザマ・アフターマーケットセールス本部が置かれている。 

## 製品と顧客
ザマは約350種類にも及ぶダイアフラムキャブレターを提供しており、チェーンソー用の潤滑システムの主要メーカーとなっている。ザマが販売するその他の製品には、燃料管理・燃料噴射制御システム、ソレノイドバルブ、出力シャフト、およびその他の部品となっている。子会社とともに、小型の2サイクルおよび4サイクルエンジン用のエンジン管理システムを提供している。スチール、ハスクバーナ、やまびこなどのOEM製品の顧客は、主に造園園芸製品の生産者となっている。 